# Animación en volumen

Un ejemplo de animación en volumen.

La animación en volumen o animación fotograma a fotograma (a veces referida con su término en inglés, stop motion) es una técnica de animación que consiste en aparentar el movimiento de objetos estáticos por medio de una serie de imágenes fijas sucesivas. Stop motion es un anglicismo que empezó a penetrar en el uso de la lengua española en tiempos relativamente recientes. Tradicionalmente, en lengua española, se ha designado esta técnica con muchos términos diferentes, como por ejemplo «animación en volumen», «parada de imagen», «paso de manivela», «animación foto a foto», «animación fotograma por fotograma» o «animación cuadro por cuadro».
En general se usan esos términos o se denomina «animaciones fotograma a fotograma» a las que no entran ni en la categoría del dibujo animado ni en la de la animación por ordenador; esto es, que no fueron dibujadas o pintadas ni a mano ni por ordenador, sino que fueron creadas tomando imágenes de la realidad. Así pues, el fotograma a fotograma se utiliza para producir movimientos animados de cualquier objeto, ya sea rígido o maleable, como por ejemplo juguetes, bloques de construcción, muñecos articulados o personajes creados con plastilina.
Podría también definirse esta técnica como animación artesanal, debido a que se construye el movimiento manipulando un objeto, con las propias manos, fotograma a fotograma. Se trabajan diversos materiales (plastilina, arena, recortes de papel, tizas sobre suelos y muros, etc.) de manera progresiva, adelante, sin posibilidad alguna de retroceso.

## Métodos y variantes
Existen muchos procedimientos de animación en volumen, esto se debe a que esta técnica de animación es un procedimiento artístico y cada autor adecúa dicha técnica a aquello que quiere expresar. Por ello la animación fotograma a fotograma posee una gran riqueza de métodos y variantes.
Podríamos distinguir dos grandes variantes de animación fotograma a fotograma: la realizada con plastilina o cualquier otro material maleable, (conocida también con la denominación inglesa claymation) y la realizada con objetos rígidos.
A su vez, la animación realizada con plastilina puede hacerse al estilo libre. Es decir, cuando las figuras se van transformando durante el progreso de animación. Un ejemplo claro de esta manera de animar la encontramos en la obra Forest, de Allison Schulnik (2010).
Por otra parte, puede también orientarse a personajes que mantienen una figura consistente en el transcurso de la animación. Un claro ejemplo podemos verlo en todas las creaciones de la productora inglesa Aardman Animations. Para lograr una animación consistente, los personajes poseen una armadura articulada en su interior que se recubre de plastilina. La australiana Mary and Max (2009) es otra muestra de esa forma de realizar animaciones fotograma a fotograma.
Y del mismo modo, en la animación realizada con objetos rígidos también podríamos diferenciar dos formas de proceder. Una es cuando se utilizan personajes con rostros rígidos (parecidos a las marionetas) y articulaciones construidas generalmente con una armadura articulada interna (igual o similar a la anteriormente descrita para los personajes de plastilina). Algunos ejemplos representativos son las películas The Nightmare Before Christmas (1993), Крокодил Гена / Gena the crocodille, de Román Kachánov (1969) y el cortometraje Violeta, la pescadora del mar negro (2006).
La otra forma de proceder es cuando se utilizan objetos no articulados; el movimiento que se genera es más tosco, pero no por ello menos falto de expresividad. Podemos encontrar un ejemplo muy representativo de esta forma de animar en Panique au village (2009).
La pixilación es una variante en la técnica de la animación fotograma a fotograma que consiste en tomar imágenes de una persona manteniendo una postura fija para cada fotograma, convirtiéndose esta en una marioneta humana. Ejemplos de ello son las películas de Mike Jittlov como asistente en The Wizard of Speed and Time (1980), el cortometraje Gisele Kerozene (1989) y algunos trabajos del animador escocés Norman McLaren. Es de notar la combinación de pixilación con animación de muñecos filmados de forma simultánea en Něco z Alenky / Alice, de Jan Švankmajer (1988).
Otra variante de la animación fotograma a fotograma es la animación gráfica de fotografías (en su totalidad o en partes). Algunos ejemplos representativos son Frank Film (1973), Braverman's Condensed Cream of Beatles (1972) y Cada día paso por aquí (2004).
También es popular el uso de figuras LEGO o Playmobil en la realización de animaciones fotograma a fotograma no profesionales. Algunos ejemplos muy populares en redes sociales y plataformas de vídeos son Lego Black Ops de Keshen8, Lego Shopping de MICHAELHICKOXFilms y Playmobil: Rome-The Siege of Jerusalem de AciesfFilms. The Magic Portal (1989), de Lindsay Fleay, fue la primera animación realizada con figuras de la marca LEGO.
Otro método experimental de animación fotograma a fotograma es la animación de pantalla de agujas (pinscreen), creado por Alexandre Alexeieff y su esposa Claire Parker, en 1931. El proceso se lleva a cabo en una «pantalla» de alfileres, los cuales gracias a la luz, al mover estos alfileres se creaba un juego de luces y sombras, creando dibujos. Algunos ejemplos  representativos son Night on Bald Mountain (1933), y The Nose (1963). Este método es muy poco empleado debido al mucho tiempo que requiere, ya que cada imagen creada por las agujas se considera como un fotograma, siendo que por cada una, se tienen que mover las agujas para recrear distintas imágenes.

## Historia
La técnica stop-motion tiene una gran importancia dentro de la historia del cine. Muchas veces se usaba para representar objetos que se movieran solos, como si de magia se tratara. El primer contacto con esta técnica se le atribuye a Albert E. Smith y J.Stuart Blackton (quienes pertenecían a la compañía Vitagraph Studios) en el corto Humpty Dumpty Circus (1898), en el que un circo de juguete de acróbatas y animales cobra vida. Uno de sus máximos pioneros también fue Georges Méliès, quien usa esta técnica por primera vez para hacer que las letras de unos de los títulos de una de sus películas se muevan. Muchos de los posteriores efectos de sus próximas películas partían también de esta idea.
El año 1907, J. Stuart Blackton estrena una nueva película en stop-motion «The Haunted Hotel», que acaba siendo un gran éxito. Pasados unos meses, Segundo de Chomón realiza La casa encantada (1906) y El hotel eléctrico (1908) y utiliza técnicas similares a las de Blackton. Con el paso del tiempo, el movimiento va tomando forma, y la técnica en cuestión llega a todo Europa, donde és necesario destacar el trabajo de Vladislav Starévich, quien anima películas como The Beautiful Lukanida, The Battle of the Stag Beetles o The And and the Grasshopper.
Más adelante, nace la idea de usar la arcilla como material para la creación de personajes y objetos, debido a su gran facilidad de ser moldeada. Un claro exponente de este tipo de cine fue Modelling Extraordinary, que impresionó a la audiencia del 1912. Una de las primeras animadoras reconocidas en este ámbito fue Helena Smith Dayon, quien estrenó su primera película el 1917, como a adaptación de Romeo y Julieta, de William Shakespeare.
A principios de los años 20, destaca la figura de Willis O'Brien, admirado por su trabajo en una de las filmaciones que revolucionaria la industria cinematográfica: King Kong (película de 1933), película que fue posible a través de stop-motion. También es necesario destacar otras obras como The Lost World (1925).

### Inicios
La técnica stop-motion fue iniciada por Albert E. Smith y J. Stuart Blackton con el cortometraje de animación The Humpty Dumpty Circus. Hecho el año 1898 por Vitagraph Studios, este corto narra la historia  de unos acróbatas y unos animales de un circo de juguete que cobran vida. El 3 de abril de 1902, la película Fun in a Bakery Shop también utiliza esta misma técnica. Esta película de minuto y medio de duración, dirigida por Thomas A. Edison, narra la historia de un hornero  que hace diversas formas con masa de pan.
Dentro del mundo del stop-motion, es de vital importancia destacar el papel de Georges Méliès, quien, para realizar efectos especiales, usaba esta técnica. Entre muchos de sus filmes, es necesario destacar Una pesadilla (1896), uno de sus primeros filmes, o el famoso Viaje a la Luna (1902). No solo hace uso de esta técnica para los efectos especiales, en alguna ocasión crea también la animación y el movimiento de las letras de los títulos de sus películas.
El año 1907 aparecieron dos nuevas producciones en stop-motion: The Haunted Hotel, una película de J. Stuart Blackton que tuvo un éxito absoluto, y la película El hotel eléctrico de Segundo de Chomón. Un año más tarde, al 1908, aparecieron dos proyectos de la mano de Billy Bitzer: A Sculptor's Welsh Rarebit Dream y The sculpture Nightmare.

### Años 10
AL 1912, Roméo Bossetti, en Italia, dejó impresionado al público con su proyecto de animación The Automatic Moving Company. en Europa, es necesario hablar de la figura de Vladislav Starévich, quien realizó películas animadas como ahora The Beautiful Lukinda (1910), The Battle of Stag Beetle (1910) o The Ant and the Grasshopper (1911).
En diciembre de 1916, Willie Hopkins estrenó una serie de 54 episodios titulada Miracles in Mud, usando stop-motion con figuras de arcilla. Ese mismo año, una de las primeras mujeres reconocidas del mundo del stop-motion, Helena Smith Dayton, empezó a experimentar con esta técnica también con figuras de arcilla. Su primera película de estrenó en 1917 y era una adaptación de Romeo y Julieta, de William Shakespeare.

### Años 20 – 50

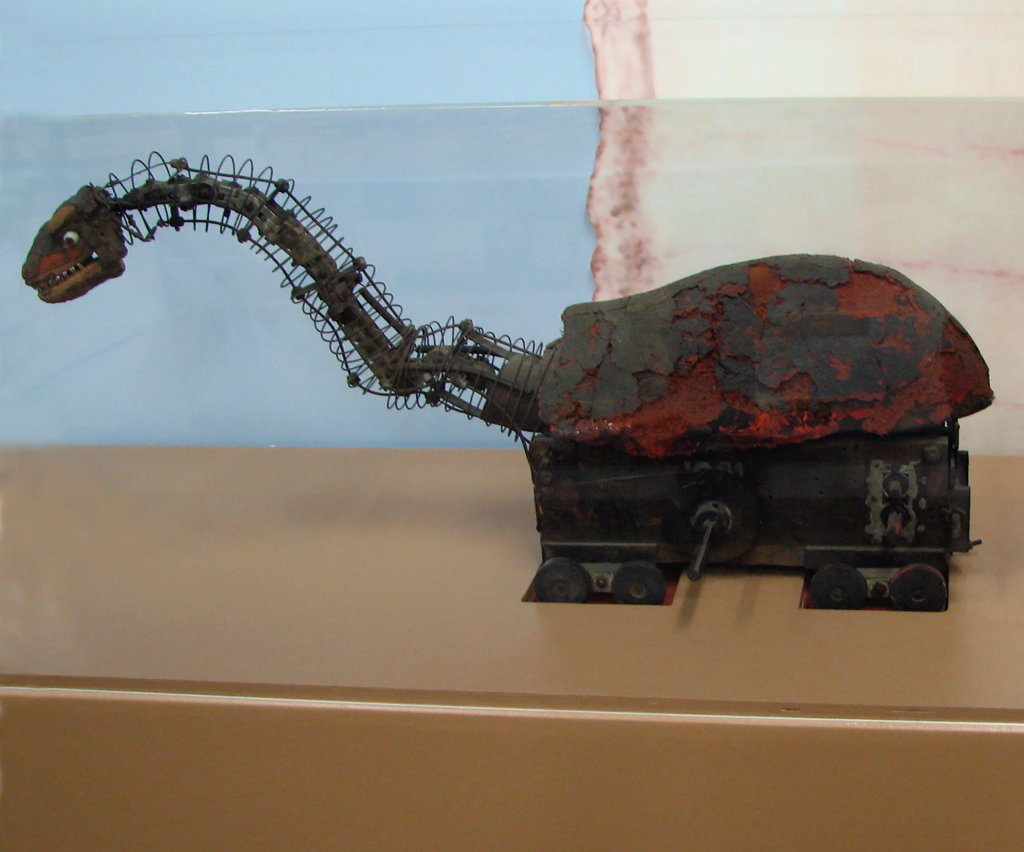
Estructura interna articulada del modelo de Brontosaurus usado para animación en volumen en la película King Kong, de 1933.

Empezados los años 20, el animador y guionista Willis O'Brien empieza a hacerse un hueco en el mundo del stop-motion. Aunque había hecho ya otras obras, como The Dinosaur and the Missing Link: A Prehistoric Tragedy (1915), durante los años 20 empezó su trabajo The Lost World (1925), donde mezclaba dinosaurios creados con stop-motion y actores reales, aunque su gran éxito llegó unos años más tarde, con su obra King Kong (1933).
Willis O'Brien ayudó a mejorar la técnica de stop-motion, y Ray Harryhausen, uno de sus alumnos, desarrolló y enriqueció esta técnica en los años 50. Este había trabajado con el ilustre director de rodaje de Migthy Joe Young (1949). Después de estos, Harryhausen aplicó la técnica stop-motion en sus filmes a lo largo de las siguientes tres décadas. The Beast from 20,000 Fathoms (1953), It Came from Beneath the Sea (1955), Jason and the Argonauts (1963), The Golden Voyage of Sinbad (1973) y Clash of the Titans (1981). Otra figura a destacar dentro de esta etapa fue George Pal, y es necesario destacar su obra más famosa, The War of the Worlds (1953).
En esta misma época en Europa del este, Hermina Tyrlová realizó la película Revolution in toyland (1946).s

## En el cine: de los orígenes hasta hoy
Los orígenes de esta técnica se funden con la propia historia de la cinematografía. Esta técnica ya era conocida a finales del siglo XIX y fue utilizada por primera vez por Georges Méliès en 1896. Con la llegada de los dibujos animados y las películas de marionetas en 1910, aparecieron los primeros géneros cinematográficos que se basaban en esta técnica. Hay que destacar que uno de sus pioneros fue un español, Segundo de Chomón, quien recurrió a esta técnica en películas como La casa encantada (1906) y El hotel eléctrico (1908). Hay que destacar también al cineasta ruso Ladislaw Starewicz, quien en el año 1912 realizó la película La venganza del camarógrafo, donde se narra la historia de una familia de escarabajos que se destruye a causa de la infidelidad entre sus cónyuges. La animación fotograma a fotograma fue con el paso del tiempo perfeccionada entre otros por el pionero Willis O’Brien en The Lost World (1925) y King Kong (1933). Sobre todo, fue Ray Harryhausen, uno de sus alumnos, el que desarrolló y enriqueció esta técnica en los años 1950. Todavía se utilizaba esta técnica en películas populares de fantasía como The Terminator (1984), Star Wars (al menos en los episodios IV, V y VI, de 1977 a 1983) o Furia de titanes (1981).
La animación fotograma a fotograma fue y sigue siendo una técnica muy utilizada en algunos países de Europa del Este: Revolution in toyland (1946) de Hermina Tyrlová, The Hand (1965) de Jirí Trnka y Meat Love (1989) de Jan Svankmajer, pero éstos son sólo algunos de entre muchos otros grandes creadores.

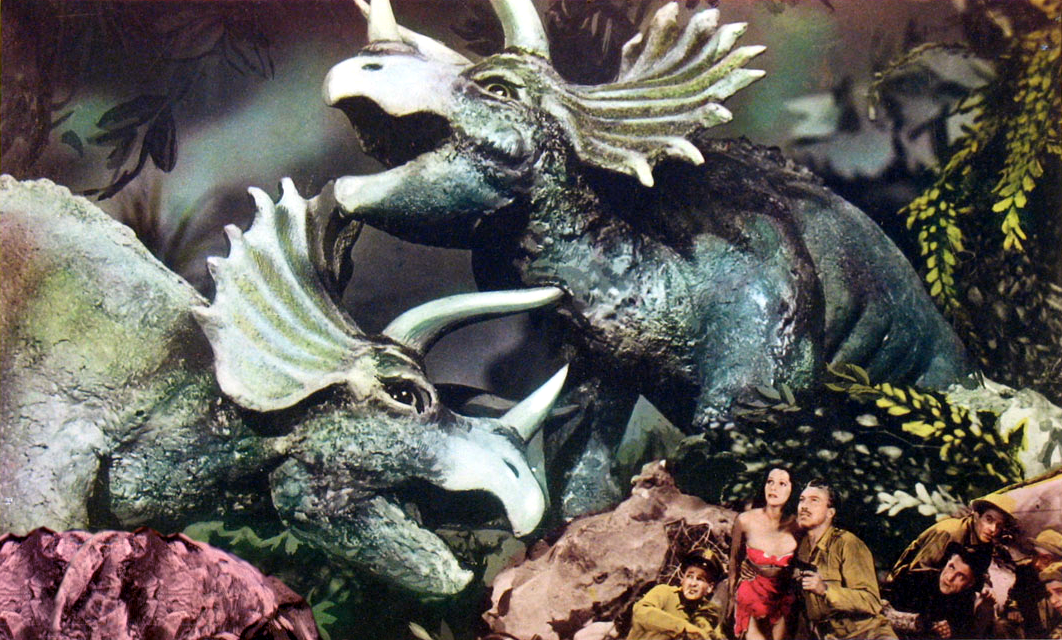
Lost Continent, 1951.

En 1979, Phil Tippett y Jon Berg (ambos técnicos de efectos especiales de la compañía Industrial Light & Magic) crearon una variante de la animación fotograma a fotograma inventando el go motion para la película Star Wars: Episode V - The Empire Strikes Back (estrenada al año siguiente, en 1980). En la animación fotograma a fotograma los objetos o modelos son fotografiados mientras están inmóviles, mientras que en el go motion al modelo u objeto al que se está animando se le aplica un movimiento mientras se lo está fotografiando. De este modo se obtiene en el fotograma un desenfoque de movimiento que está presente en las filmaciones convencionales de objetos en movimiento. La ilusión de movimiento del objeto o modelo animado mediante go motion, una vez proyectada la escena en la pantalla, gana así en realismo.
En los años 1980, industrial Light & Magic fue la empresa inventora de la técnica go motion y la única que en esos años la utilizaba como efecto especial en escenas de películas. Sin embargo, esencialmente por cuestiones de presupuesto, Industrial Light & Magic no tuvo siempre los medios de recurrir al go motion y en algunas películas tuvo que recurrir a la técnica esencial de la animación fotograma a fotograma. Por ejemplo, los «jabalíes lobo» de La aventura de los Ewoks (1984) y los «blurrgs» (bestias de tiro utilizadas por los marauders) y el «cóndor dragón» de La lucha por Endor (1985) no fueron criaturas animadas con go motion sino con la técnica fotograma a fotograma, a pesar de que por aquel entonces los técnicos que las animaron ya conocían el go motion.
En los años ochenta, la animación fotograma a fotograma fue usada por Tim Burton, que creció viendo películas que contenían efectos especiales de animación de este tipo (Burton fue sobre todo influido por los efectos realizados por Ray Harryhausen). Burton utilizó dicha técnica cuando trabajaba como animador para los estudios Walt Disney hasta que en 1982, con el cortometraje en fotograma a fotograma Vincent, empezó a dirigir películas por sí mismo, muchas de ellas incluyendo escenas en fotograma a fotograma como Beetlejuice (1988), y Corpse Bride (2005). Cabe destacar también que, a principios de los noventa, Tim Burton participó como productor de The Nightmare Before Christmas, película basada en sus creaciones artísticas, del director Henry Selick. Selick es otro director también especializado en animación fotograma a fotograma, habiendo dirigido películas con esa técnica, películas como James and the Giant Peach (1996) o Coraline (2009), por ejemplo.
El fotograma a fotograma ha sido usado en The Secret Adventures of Tom Thumb (1993), realizada por Bolex Brothers y dirigida por Dave Borthwick y también en las películas de la compañía Aardman Animations: Wallace and Gromit y Chicken Run son algunas de sus producciones.
La compañía estadounidense Laika, especializada en la animación fotograma a fotograma, ha tenido éxito con sus largometrajes Coraline y Kubo and the Two Strings.

## Largometrajes de animaciónstop motion
| Año  | País                      | Título                                         | Director                       | Nota                                                     |
| ---- | ------------------------- | ---------------------------------------------- | ------------------------------ | -------------------------------------------------------- |
| 1975 | Bandera de Noruega        | Flåklypa Grand Prix                            | Ivo Caprino                    |                                                          |
| 1993 | Bandera de Estados Unidos | The Nightmare Before Christmas                 | Henry Selick                   |                                                          |
| 1996 | Bandera de Estados Unidos | James and the Giant Peach                      | Henry Selick                   | Coproducción con                                         |
| 2000 | Bandera del Reino Unido   | Chicken Run                                    | Nick Park Peter Lord           | La Película en Stop Motion más taquillera "224 millones" |
| 2005 | Bandera de Estados Unidos | Corpse Bride                                   | Tim Burton Mike Johnson        | Coproducción con                                         |
| 2005 | Bandera del Reino Unido   | Wallace & Gromit: The Curse of the Were-Rabbit | Nick Park Steve Box            | Coproducción con                                         |
| 2005 | Bandera de Estados Unidos | Klay World: Off The Table                      | Robert Benfer                  |                                                          |
| 2008 | Bandera de Australia      | $9.99                                          | Tatia Rosenthal                | Coproducción con                                         |
| 2009 | Bandera de Estados Unidos | Coraline                                       | Henry Selick                   |                                                          |
| 2009 | Bandera de Australia      | Mary and Max                                   | Adam Elliot                    | Coproducción con                                         |
| 2009 | Bandera de Estados Unidos | Fantastic Mr. Fox                              | Wes Anderson                   | Coproducción con                                         |
| 2009 | Bandera de Bélgica        | Panique au village                             | Stéphane aubier Vincent Patar  | Coproducción con y                                       |
| 2012 | Bandera de Estados Unidos | ParaNorman                                     | Sam Fell Chris Butler          |                                                          |
| 2012 | Bandera de Estados Unidos | The Pirates! In an Adventure with Scientists!  | Peter Lord                     | Coproducción con                                         |
| 2012 | Bandera de Estados Unidos | Frankenweenie                                  | Tim Burton                     |                                                          |
| 2012 | Bandera de Uruguay        | Selkirk, el verdadero Robinson Crusoe          | Walter Tournier                | Coproducción con y                                       |
| 2014 | Bandera de Estados Unidos | The Boxtrolls                                  | Graham Annable Anthony Stacchi |                                                          |
| 2015 | Bandera de Francia        | La vida de Calabacín                           | Claude Barras                  | Coproducción con                                         |
| 2015 | Bandera de Estados Unidos | Anomalisa                                      | Charlie Kaufman Duke Johnson   |                                                          |
| 2015 | Bandera del Reino Unido   | Shaun the Sheep Movie                          | Mark Burton Richard Starzak    |                                                          |
| 2016 | Bandera de Estados Unidos | Kubo y las dos cuerdas mágicas                 | Travis Knight                  | Coproducción con                                         |
| 2018 | Bandera de Estados Unidos | Isla de perros                                 | Wes Anderson                   |                                                          |
| 2018 | Bandera del Reino Unido   | Early Man                                      | Nick Park                      |                                                          |
| 2019 | Bandera del Reino Unido   | Farmageddon: Shaun the Sheep                   | Richard Goleszowski            |                                                          |
| 2019 | Bandera de Estados Unidos | Missing Link                                   | Chris Butler                   |                                                          |
| 2022 | Bandera de Estados Unidos | Pinocho                                        | Guillermo del Toro             | Coproducción con                                         |
| 2023 | Bandera del Reino Unido   | Chicken Run: Dawn of the Nugget                | Sam Fell                       | Coproducción con                                         |
| 2024 | Bandera de Estados Unidos | Piece by Piece                                 | Morgan Neville                 |                                                          |
| 2024 | Bandera de Australia      | Memoir of a snail                              | Adam Elliot                    |                                                          |

## Videoclips, series y publicidad
Aardman Animations, usando la técnica de la pixilación, realizó el vídeo para Peter Gabriel Sledgehammer y la serie de cortometrajes para la cadena de televisión BBC titulados Angry Kid (protagonizados, estos últimos, por un actor real que lleva una máscara; La postura del actor y la expresión de la máscara fueron ligeramente alteradas en cada fotograma).
El vídeo musical de la canción Us de Regina Spektor está realizado, en ciertos fragmentos, de esta manera.
El vídeo musical a partir de técnicas de fotograma a fotograma es el creado por Oren Lavie para su canción Her Morning Elegance.
En 2004 la banda musical inglesa The Cure utilizó esta técnica para su videoclip de la canción The end of the world.
En 2014 Alberto Serrano y Nívola Uyá utilizaron esta técnica animando recortes de papel para el tema Live for the Moment, de la banda irlandesa Verona Riots.
Otro ejemplo de vídeo musical con la técnica, es el creado para el sencillo Ya no jalaba del grupo musical mexicano Panda. Con la técnica fotograma a fotograma también está animado Domo-kun, la mascota de la cadena de televisión NHK de Japón. Un ejemplo de serie de TV hecha con esta técnica de animación es Los PJ, los personajes son figuras hechas de alambre cubiertas de espuma de látex.

## Festivales
Existen varios festivales de animación centrados en esta técnica, como por ejemplo, Stop Motion Barcelona Short Film Festival, Stop Motion Montreal, Stop Motion México o Stop Motion Brasil.

## Variaciones de la animación en volumen

### Animación en volumen estereoscópica
En la historia del cine, la técnica fotograma a fotograma ha sido raramente utilizada en los rodajes en 3D estereoscópicos. El primer cortometraje de animación fotograma a fotograma en 3D fue Tune With Tomorrow (también conocido como Motor Rhythm) en 1939 por John Norling. El segundo lanzamiento de una animación en volumen estereoscópica fue The Adventures of Sam Space en 1955 por Paul Sprunck. Finalmente, el tercer y tal vez último cortometraje realizado en animación en volumen estereoscópica fue The Incredible Invasion of the 20,000 Giant Robots from Outer Space en 2000 por Elmer Kaan y Alexander Lentjes. El primer largometraje que mezcló animación en volumen estereoscópica y animación por computadora fue Coraline (2009), basada en la novela de Neil Gaiman y dirigida por Henry Selick. Posteriormente también se ha creado alguna otra como por ejemplo ParaNorman (2012). Otro ejemplo reciente del uso de esta técnica es el software de Nintendo 3DS, que viene con la opción gráfica en fotograma a fotograma, una actualización realizada el 8 de diciembre de 2011 como sistema de la 3DS.

### Go motion
Otra variación más complicada de la técnica fotograma a fotograma es el go motion, técnica codesarrollada por Phil Tippett y utilizada por primera vez en las películas The Empire Strikes Back (1980) y Dragonslayer (1981). El go motion consiste en imitar el desenfoque de movimiento que un objeto en movimiento adquiere en cada fotograma después de que la cámara lo haya filmado. Animando un modelo reducido mediante la técnica go motion, el animador mueve o sacude un poco el modelo para que cada fotograma obtenido incluya ese mismo efecto de desenfoque de movimiento. Cuando la secuencia ha sido fotografiada paso a paso mediante esta técnica, la animación resultante es mucho más fluida y el movimiento parece mucho más real.
Tippett también usó este proceso de forma extensiva en su cortometraje de 1984 Prehistoric Beast (literalmente, Bestia prehistórica), una secuencia de 10 minutos de duración que muestra como un dinosaurio herbívoro (Monoclonius), es perseguido y cazado por un dinosaurio carnívoro (Tyrannosaurus). Cuando Prehistoric Beast fue proyectado en un festival, a Phil Tippett le fue encargado el documental televisivo Dinosaur! en 1985. Este documental, de una hora de duración y presentado por Christopher Reeve, fue doblado al español con el título Dinosaurios y fue emitido en el canal TVE1 de Televisión Española el 25 de diciembre de 1987. Estas pruebas de Phil Tippett de go motion actuaron como modelos de movimiento para los primeros ensayos de animación de dinosaurios mediante computadora en la película Parque Jurásico, de 1993.
Una versión manual de baja tecnología de esta técnica de desenfoque de movimiento fue originalmente iniciada por el animador pionero Wladyslaw Starewicz en la época del cine mudo, y fue utilizada en un largometraje de 1931, adaptación de los poemas en francés Le Roman de Renart. Este largometraje se tituló inicialmente en alemán Reinecke Fuchs pero fue terminado en París con el título Le Roman de Renard. En el mundo anglosajón se lo conoce mediante el título en inglés The Tale of the Fox.
Hoy en día, el método mecánico para conseguir el efecto de desenfoque de movimiento empleando movimiento no es muy utilizado, ya que es más complicado, lento y laborioso que obtenerlo mediante animación por computadora. De todos modos, la técnica mantiene cierto potencial a las producciones de películas de animación en fotograma a fotograma, donde los movimientos de los muñecos se supone que deben ser realistas de alguna manera. La técnica del desenfoque de movimiento puede llevarse a cabo digitalmente en el momento de la postproducción utilizando efectos especiales o programas como After Effects, Boris FX, Combustión y otros similares.